# Miami Vice: The Game
Miami Vice: The Game est un jeu vidéo développé par Rebellion Developments et édité par Vivendi Games et par Sierra Entertainment. Il est sorti le 27 juillet 2006 sur PlayStation Portable uniquement. Il s'agit d'un jeu de tir à la troisième personne dans lequel le joueur incarne les personnages de Sonny Crockett et Ricardo Tubbs dans les différents niveaux correspondants au film Miami Vice : Deux flics à Miami. Sont aussi présentes des phases à bord de hors-bords à travers Miami.

## Accueil
- Jeuxvideo.com : 10/20[1]